# Exit (命令)

exit是一个在许多操作系统命令行殼層和脚本语言中含有的命令。此命令导致shell或程序终止。如果在交互式命令shell中执行，将会注销用户的当前会话，及/或断开用户当前的控制台或終端连接。通常可以指定一个可选的退出码，其为一个简单的整数值，随后会被返回到父进程。提供该命令的脚本语言包括sh、ksh、Perl、AWK、PHP、TCL及其他。